# Plaza Gwanghwamun
La plaza Gwanghwamun (en coreano: 광화문광장) es un espacio abierto al público en Sejongno, Jung-gu en Seúl, Corea del Sur.  La plaza fue inaugurada el 1 de agosto de 2009 por el Gobierno Metropolitano de Seúl y es parte de los planes de la ciudad para proyectos de renovación amigables con el medio ambiente, como el arroyo Cheonggye y la Plaza Seúl.También es de gran importancia histórica porque cerca de allí se ubican edificios administrativos reales, conocidos como Yukjo-geori o la Calle de los Seis Ministerios, y las características estatuas del Almirante Yi Sun-sin de la dinastía Joseon y el Rey Sejong "el grande" de Joseon.